# Giovanni Battista Lorenzo Bogino
Giovanni Battista Lorenzo Bogino (Cravagliana, 5 febbraio 1701 – Chieri, 9 febbraio 1784) è stato un politico italiano.
Originario di Cravagliana, un paese della Valsesia, operò presso la corte di Carlo Emanuele III, per il quale fu Ministro per gli affari di Sardegna dal 1759 al 1773.

## Biografia

### La carriera politica
Figlio di Giovanni Francesco, notaio collegiato e commissario alle ricognizioni, e Giulia Petronilla Cacciardi, dopo aver frequentato le scuole dei gesuiti, si laureò in giurisprudenza all'Università di Torino e divenne giurista. Bogino iniziò la sua carriera pubblica sotto Vittorio Amedeo II, che nel 1723 lo nominò sostituto procuratore generale, poi amministratore della casa del principe di Carignano fino al 1º dicembre 1730 e, successivamente, primo consigliere di Stato e referendario nel Consiglio dei memoriali con la facoltà di fare le veci del gran cancelliere. Dopo la salita al trono di Carlo Emanuele III, Bogino proseguì la sua carriera nell'amministrazione militare come auditore generale della regia armata nel 1733 e auditore generale delle milizie nel 1735 per poi venir nominato primo segretario di Guerra nel 1742 e infine, nel 1750, Ministro di Stato (titolo equivalente a quello di capo del governo). Durante la Guerra di Successione Austriaca ebbe un'influenza determinante sulla scelta del re di mantenere la sua alleanza con l'Austria in chiave anti-francese. Dopo la fine del conflitto, terminato nel 1748, il politico sabaudo assunse un ruolo decisivo nella direzione degli affari di Stato tanto da determinare la neutralità sabauda nella guerra dei Sette anni.

### Le riforme
Di carattere ruvido e inflessibile, primo ministro di fatto, Bogino fu autore di quelle riforme di stampo illuministico che in quel periodo caratterizzarono il regno di Carlo Emanuele III, sia in ambito amministrativo che economico: infatti riordinò le amministrazioni locali, con lo scopo di ridurre il potere delle oligarchie e mettere ordine nella ripartizione tributaria, rafforzò e precisò il ruolo degli intendenti, nel 1758 iniziò la compilazione del catasto per le nuove province annesse (Alessandria, Lomellina, Novara, Pallanza, Vigevano, Tortona e Voghera), unificò i sistemi monetari del Regno di Sardegna stabilendo le nuove monete a base d'argento e oro, fissando la parità con le monete straniere e ritirando le vecchie monete dichiarate fuori corso, con un editto reale nel dicembre del 1771 riformò il sistema feudale, limitando il potere dei feudatari, introdusse il servizio postale, istituì un Magistrato delle miniere con l'obbiettivo di metter meglio a frutto i giacimenti della Valle d'Aosta, restaurò le fortezze danneggiate durante la guerra e ammodernò i porti di Nizza e di Villafranca.
Particolari cure vennero date alla Sardegna, da sempre molto trascurata dal governo di Torino.
Infatti Carlo Emanuele III, avendo presente la grave situazione di arretratezza dell'isola, nominò nel 1759 Bogino ministro per gli affari di Sardegna: durante il suo governo si prodigò in diversi settori dell'amministrazione, della società e dell'economia sarda. Cercò di amministrare al meglio la giustizia locale nominando luogotenenti-giudici in ogni villaggio per sbrigare i casi più urgenti e promulgando un editto che stabiliva il riassetto delle carceri regie imponendo inoltre ai baroni l'obbligo di curare il restauro delle proprie entro un anno. Incentivò la circolazione monetaria, l'erezione di torri costiere, i servizi postali e marittimi, regolò le acque torrentizie, incentivò la produzione di tabacco, gelso, indaco, polvere da sparo e delle saline, costruì una tipografia regia, fece eseguire scavi archeologici, attuò una politica di ripopolamento nelle isole dell'arcipelago di La Maddalena, limitò i privilegi ecclesiastici e feudali, diffuse i monti granatici per liberare i contadini dalla piaga dell'usura e restaurò le Università di Cagliari, che dotò di una biblioteca pubblica, e Sassari (1767); la ricostituzione delle Università isolane, in decadenza nelle ultime fasi del periodo iberico, più che a innovare nella cultura tecnica isolana mirava a formare una classe dirigente indigena organica al Piemonte e allo stesso tempo italianizzare le classi elevate della Sardegna, allora filospagnole, determinando per l'insegnamento l'arrivo nell'isola di docenti continentali e italofoni. Tutti questi provvedimenti erano generalmente in linea con l'assolutismo illuminato del tempo che li considerava universalmente validi per qualsivoglia territorio, senza grande considerazione per le sue caratteristiche peculiari.
Inoltre, il ministro sabaudo rinnovò gli emblemi di milizie e città in modo da eliminare i simboli del precedente periodo iberico, sostituendo con la croce dei Savoia le barre d'Aragona dallo stemma di Alghero, Bosa, Cagliari, Oristano e Sassari. Sul fronte linguistico, sotto la sua gestione l'italiano fu introdotto in Sardegna come lingua ufficiale a scapito del sardo, catalano e spagnolo.

### La fine della carriera politica e la morte
Quando nel 1773, alla morte di Carlo Emanuele III, salì sul trono del Regno di Sardegna il figlio Vittorio Amedeo III, la carriera di Bogino fu segnata: infatti il ministro, inviso al nuovo sovrano, venne licenziato e allontanato dagli affari di Stato, mentre il piano di riforme subì un periodo di stasi. Morì infine il 9 febbraio 1784, a 83 anni e fu sepolto nella cripta del Duomo di Chieri.

## Curiosità
Il nome del Bogino è popolarmente associato a diverse espressioni male auguranti in lingua sarda, quali «ancu ti cùrzat su Buzìnu» / «ancu ti cùrxat su Bugìnu» o «chi ti cùrrat su Bugìnu» («possa tu essere inseguito dal Bogino»). Si ricordi che il Bogino diventò noto in Sardegna per aver introdotto, presso ogni villaggio sardo, il sistema delle forche mobili per le esecuzioni capitali. Nonostante il lemma affondi le proprie radici nel periodo iberico, fu in quello sabaudo che tale termine sarebbe quindi passato nella cultura popolare a indicare in genere la figura del boia, identificandolo con lo stesso ministro.

## Onorificenze
- Gli sono state intitolate diverse vie, nei Comuni di Chieri, Elmas, Osilo, Moncalieri, Sassari e Torino.